# Minha Oração
Minha Oração é o quinto álbum ao vivo da cantora Aline Barros, lançado em 20 de janeiro de 2022 pela Sony Music Brasil. O álbum foi lançado em janeiro de 2022 em sua versão standard, e em fevereiro de 2022 em sua versão deluxe, trazendo versões estendidas de algumas faixas. E em maio de 2022, a cantora lançou o seu primeiro curta-metragem, que faz parte do projeto Minha Oração. O álbum visual foi o primeiro do mercado e teve Paulo Alberto, profissional premiado, como Diretor Executivo.

## Gravação
A gravação do álbum áudio-visual foi divida em 3 etapas. O álbum contém onze faixas. A produção começou no ITX Studio, em Curitiba, Paraná. A gravação de voz guia e arranjos em estúdio ocorreu durante o mês de junho de 2021, concluindo assim a primeira etapa do projeto.
A segunda etapa do projeto ocorreu entre 15, 16 e 17 de julho de 2021, no Palácio Garibaldi, onde foram gravados os clipes das canções do projeto e também foram feitas as captações de áudio. As live sessions foram gravadas num formato minimalista que trazem elementos visuais próprios, como as luzes através dos janelões do palácio, e também elementos visuais que fazem referências ao curta-metragem. 
A terceira etapa do projeto ocorreu em agosto de 2021, onde foi feita a captação das imagens utilizadas no curta-metragem. Aline gravou em algumas locações em cidades no sul do país, como em Santa Catarina, Curitiba, entre outras locações.

## Lançamento
O projeto teve como primeiro lançamento o single “Imensurável”, que apresentou o formato de lançamento do projeto. O single foi lançado na versão de rádio, na versão estendida que trazia uma ministração, e em playback, e o clipe no canal oficial do YouTube, com a música em sua versão estendida. Assim foi feito também sucessivamente nos singles seguintes: “Sol da Justiça” e “Jeová Jireh”.
O lançamento do álbum aconteceu em 20 de janeiro de 2022. A versão standard do álbum traziam todas as músicas em suas versões de rádio. Os clipes. A faixa de trabalho do álbum foi a canção “Refinador”, versão da canção “Refiner”, da banda americana “Maverick City Music”.
Após isso, tivemos o lançamento da versão Deluxe do álbum. Ocorreu em 11 de fevereiro de 2022, trazendo a versão estendida de todas as canções do álbum, e também, o lançamento semanal dos clipes do álbum. O primeiro lançamento em vídeo foi do clipe “Amor do Pai”, seguido assim pelas demais faixas do álbum. Conforme eram lançados os clipes, Aline também lançou uma série de vídeos intitulada de “Por trás das canções”, onde falava um pouquinho do processo de criação, composição, escolha de cada canção.
O curta-metragem, baseado no álbum Minha Oração, teve sua estreia no dia 24 de maio de 2022, às 20:30h da noite no canal oficial de Aline no YouTube. O curta-metragem é uma produção de SigFilms, fala sobre a caminhada de Aline com Deus, possui aproximadamente 1h40 de duração. O filme tem a ordem das canções diferente da ordem do álbum, e traz antes de cada canção um vídeo temático que introduz o tema da canção. Todos os clipes do projeto possuem em sua cenografia algum elemento que faz referência ao vídeo temático passado antes da canção durante o curta-metragem, causando a continuidade do curta.
Os singles do álbum tiveram grandes destaques nas plataformas digitais e no YouTube, o álbum já acumula mais de 300 Milhões de streamings.
O conceito de todo projeto nasceu em uma conversa entre Aline Barros, Pr. Gilmar Santos e Paulo Alberto. 
Os singles "Imensurável" e "Jeová Jireh" foram certificados com Disco de Ouro pela Pró-Musica Brasil, em 2023.
Em 2024, o álbum foi certificado com Disco de Ouro por mais de 260 milhões de streams, juntamente do single "Refinador (Refiner)" certificado com Disco de Ouro, e as novas certificações:  "Imensurável" recebendo Disco de Platina e "Jeová Jireh" sendo certificado com Disco de Diamante pela Pro-Musica Brasil.

## Faixas do álbum

### Versão Standard
| N.º            | Título                  | Compositor(es)                        | Duração |  |
| 1.             | "Imensurável"           | Aline Barros, Léo Casper              | 5:58    |  |
| 2.             | "Refinador (Refiner)"   | Chandler Moore                        | 5:07    |  |
| 3.             | "Amor do Pai"           | Aline Barros, André Freire            | 7:57    |  |
| 4.             | "Sol da Justiça"        | Dirley Silva, Marquinhos Gomes        | 5:41    |  |
| 5.             | "Minha Oração"          | George de Paula                       | 4:41    |  |
| 6.             | "Romper (Breaktrought)" | Jake Espy, Jason Stocker, Kory Miller | 6:08    |  |
| 7.             | "Jeová Jireh"           | Samuel Messias                        | 6:29    |  |
| 8.             | "Ele é"                 | Aline Barros, Léo Casper              | 5:06    |  |
| 9.             | "Posso Todas as Coisas" | George de Paula                       | 5:10    |  |
| 10.            | "Imutável"              | Marcus Salles                         | 4:45    |  |
| 11.            | "Filipenses"            | Marcelo Manhãs                        | 4:01    |  |
| Duração total: | Duração total:          | Duração total:                        | 59:03   |  |

### Versão Deluxe
| N.º            | Título                  | Compositor(es)                        | Duração |  |
| 1.             | "Imensurável"           | Aline Barros, Léo Casper              | 9:03    |  |
| 2.             | "Refinador (Refiner)"   | Chandler Moore                        | 8:56    |  |
| 3.             | "Amor do Pai"           | Aline Barros, André Freire            | 7:57    |  |
| 4.             | "Sol da Justiça"        | Dirley Silva, Marquinhos Gomes        | 10:12   |  |
| 5.             | "Minha Oração"          | George de Paula                       | 7:47    |  |
| 6.             | "Romper (Breaktrought)" | Jake Espy, Jason Stocker, Kory Miller | 9:14    |  |
| 7.             | "Jeová Jireh"           | Samuel Messias                        | 8:43    |  |
| 8.             | "Ele é"                 | Aline Barros, Léo Casper              | 6:44    |  |
| 9.             | "Posso Todas as Coisas" | George de Paula                       | 8:44    |  |
| 10.            | "Imutável"              | Marcus Salles                         | 4:45    |  |
| 11.            | "Filipenses"            | Marcelo Manhãs                        | 4:01    |  |
| Duração total: | Duração total:          | Duração total:                        | 1:26:00 |  |

## Vídeos
| Música                | Lançamento              |
| --------------------- | ----------------------- |
| Imensurável           | 17 de setembro de 2021  |
| Sol da Justiça        | 29 de outubro de 2021   |
| Jeová Jireh           | 3 de dezembro de 2021   |
| Refinador (Refiner)   | 21 de janeiro de 2022   |
| Amor do Pai           | 17 de fevereiro de 2022 |
| Minha Oração          | 22 de fevereiro de 2022 |
| Romper (Breakthrough) | 3 de março de 2022      |
| Ele é                 | 8 de março de 2022      |
| Posso Todas as Coisas | 15 de março de 2022     |
| Imutável              | 22 de março de 2022     |
| Filipenses            | 24 de março de 2022     |

Lançamento do Curta-Metragem "Minha Oração" - 24 de maio de 2022. 
Episódios do curta-metragem lançados de 27 de maio a 7 de junho de 2022. 

## Certificados
| Obra         | Certificação | Tipo do Produto |
| ------------ | ------------ | --------------- |
| Jeová Jireh  | Ouro         | Single          |
| Jeová Jireh  | Diamante     | Single          |
| Jeová Jireh  | 2× Diamante  | Single          |
| Imensurável  | Ouro         | Single          |
| Imensurável  | Platina      | Single          |
| Imensurável  | 2× Platina   | Single          |
| Minha Oração | Ouro         | Álbum           |
| Minha Oração | Platina      | Álbum           |
| Refinador    | Ouro         | Single          |
| Refinador    | Platina      | Single          |

## Ficha Técnica
Direção Executiva: Paulo Alberto
Produção Musical: Johnny Essi
Direção: Lucas Carvalho (SigFilms)
Direção de Fotografia: Vinni Gennaro
Diretora de Arte: Amanda Hagemann
Diretora de Produção: Debiane Miyaoka

## Prêmios e indicações
Em 2022, foi vencedor da Categoria Inovação no Melhores do Ano Gospel. Receberam prêmios, Aline Barros [Artista], Paulo Alberto Nascimento [Diretor Executivo].
Em 2023, foi indicada a faixa Jeová Jireh na categoria Videoclipe no Troféu Gerando Salvação 2022. 